# Биривил
Биривил (фр. Buriville) насеље је и општина у североисточној Француској у региону Лорена, у департману Мерт и Мозел која припада префектури Линевил.
По подацима из 2011. године у општини је живело 71 становника, а густина насељености је износила 6,21 становника/km². Општина се простире на површини од 11,44 km². Налази се на средњој надморској висини од 262 метара (максималној 326 m, а минималној 249 m).

## Демографија
| 1962. | 1968. | 1975. | 1982. | 1990. | 1999. | 2011. |
| ----- | ----- | ----- | ----- | ----- | ----- | ----- |
| 51    | 54    | 45    | 44    | 47    | 40    | 71    |

График промене броја становника у току последњих година